# سونیک ادونس ۲
سونیک ادونس ۲ یا سونیک پیشرفته ۲ (به انگلیسی: Sonic Advance 2) یک بازی ویدئویی پرشی توسعه‌یافته توسط دیمپس می‌باشد که در سال ۲۰۰۲ توسط سگا برای گیم بوی ادونس منتشر گردید.